# Paraclavarina triangularis
Paraclavarina triangularis är en korallart som först beskrevs av Veron, Pichon och George Newton Best 1977.  Paraclavarina triangularis ingår i släktet Paraclavarina och familjen Merulinidae. IUCN kategoriserar arten globalt som nära hotad. Inga underarter finns listade i Catalogue of Life.